# North Canaan
North Canaan és una població dels Estats Units a l'estat de Connecticut. Segons el cens del 2005 tenia 3.392 habitants.

## Demografia
Segons el cens del 2000, North Canaan tenia 3.350 habitants, 1.343 habitatges, i 864 famílies. La densitat de població era de 66,5 habitants/km².
Dels 1.343 habitatges en un 30% hi vivien nens de menys de 18 anys, en un 50,4% hi vivien parelles casades, en un 9,9% dones solteres, i en un 35,6% no eren unitats familiars. En el 30,2% dels habitatges hi vivien persones soles el 13,9% de les quals corresponia a persones de 65 anys o més que vivien soles. El nombre mitjà de persones vivint en cada habitatge era de 2,38 i el nombre mitjà de persones que vivien en cada família era de 2,98.
Per edats la població es repartia de la següent manera: un 23,3% tenia menys de 18 anys, un 6,7% entre 18 i 24, un 28,1% entre 25 i 44, un 22,9% de 45 a 60 i un 19% 65 anys o més.
L'edat mediana era de 40 anys. Per cada 100 dones de 18 o més anys hi havia 89,1 homes.
La renda mediana per habitatge era de 39.020 $ i la renda mediana per família de 52.292 $. Els homes tenien una renda mediana de 34.135 $ mentre que les dones 23.705 $. La renda per capita de la població era de 18.971 $. Aproximadament el 3,3% de les famílies i el 5,8% de la població estaven per davall del llindar de pobresa.